# La noche de...
"La noche de..." es un programa de  televisión de temática cinematográfica presentado, desde el 19 de septiembre de 1995 hasta el 11 de abril de 2023, por el bilbaíno Félix Linares y desde ese año por el gallego Dani Álvarez, y emitido por la cadena autonómica ETB en el ámbito del País Vasco, La Rioja y Navarra. Comenzó su andadura el 19 de septiembre de 1995, y desde entonces se emite ininterrumpidamente en el Prime Time de los martes. El programa también ha adquirido fama fuera de las fronteras del País Vasco, dado que puede ser visto a través de la web de la cadena que lo emite.

## Estructura
"La noche de.." consta de un programa de reportajes y la emisión de una película posterior. En el programa previo, de aproximadamente 30 minutos, Linares/Álvarez habla acerca de curiosidades del mundo del cine, con reportajes sobre los actores, errores y todo tipo de temas relacionados con el cine, de temática variada, no relacionados con la película presentada a posteriori. Tras esto, el presentador da paso a la correspondiente película de la semana. Al título del programa se le añade el del filme que veremos.
Por ejemplo, si la película que se emite es "Drácula", el programa se llamará, "La noche de...Drácula".

## Fama
Dada la suma de años que lleva emitiéndose, el programa es muy conocido en su ámbito de emisión. La cadena ETB emite incluso reportajes del mismo de manera independiente (y de todas las temporadas) como ajustes de programación en ocasiones. El programa también emite sendos especiales de Navidad y Año Nuevo, emitidos siempre el 25 de Diciembre y el 1 de enero respectivamente.

## Secciones
Son habituales en el programa conducido por Félix Linares, las secciones como: Línea Caliente; Los Vascos Conquistan Hollywood; La Historia, según Hollywood; Verdad o Mentira; Los archivos Secretos y secciones esporádicas como: Los Ligones del Verano; 7 defectos; Secretos de Belleza; La Muerte no le sienta tan Mal, Juicio a...;  entre otros.

## Cambio de presentador
A principios de 2023, Linares anunció, en pleno programa, que abandonaba la presentación del espacio en su episodio 1500, tras casi 28 años de presentación ininterrumpida del mismo, debido a su jubilación. Tras unas semanas en las que se descartaron varios presentadores, (Julian Iantzi, África Baeta), finalmente, el puesto de presentador le fue otorgado al gallego Dani Álvarez, muy habitual de las ondas del Grupo EITB, y un rostro conocido de la Casa.